# San Juan del Monte, Spanien
San Juan del Monte är en kommunhuvudort i Spanien.   Den ligger i provinsen Provincia de Burgos och regionen Kastilien och Leon, i den centrala delen av landet, 140 km norr om huvudstaden Madrid. San Juan del Monte ligger 844 meter över havet och antalet invånare är 168.
Terrängen runt San Juan del Monte är huvudsakligen platt, men söderut är den kuperad. Runt San Juan del Monte är det mycket glesbefolkat, med 7 invånare per kvadratkilometer. Närmaste större samhälle är Aranda de Duero, 13,8 km väster om San Juan del Monte. Trakten runt San Juan del Monte består till största delen av jordbruksmark.